# 弗兰多维内斯
42°18′53″N 3°51′01″W / 42.3146276°N 3.8502617°W
弗兰多维内斯（西班牙語：Frandovínez）是西班牙卡斯蒂利亚-莱昂布尔戈斯省的一个市镇。总面积9平方公里，总人口91人（2001年），人口密度10人/平方公里。